# Gaël Bigirimana
Gaël Bigirimana (Bujumbura, 22 oktober 1993) is een Burundees voetballer die bij voorkeur als centrale middenvelder speelt.

## Clubcarrière
In 2004 kwam Bigirimana op twaalfjarige leeftijd samen met zijn familie als vluchteling naar Engeland. In de periode voor 2004 leefde hij korte tijd in Oeganda, waar hij voor het eerst in aanraking kwam met het moderne voetbal: onder meer het dragen van sportschoenen en het spelen in een gestructureerde competitie ervoer hij daar voor het eerst. Een jaar later sloot hij zich aan bij de jeugdacademie van Coventry City. In het eerste elftal van Conventry maakte Bigirimana zijn debuut op 6 augustus 2011 in een competitieduel in de Football League Championship tegen Leicester City (0–1 verlies). Op 6 juli 2012 tekende Bigirimana een vijfjarig contract bij Newcastle United, een voor Coventry noodzakelijke transfer door financiële moeilijkheden. Hij maakte zijn debuut in het elftal op 23 augustus 2012 in de voorrondes van de UEFA Europa League 2012/13 tegen het Griekse Atromitos FC. Op 2 september 2012 speelde hij zijn eerste wedstrijd in de Premier League tegen Aston Villa (1–1). Hij verving de geblesseerde Danny Simpson. In het seizoen 2013/14 speelde hij niet in de competitie; alleen in het bekertoernooi kreeg hij speelminuten in één duel.
In 2016 keerde hij terug bij Coventry. Van 2017 tot januari 2019 speelde Bigirmana voor Motherwell. Hierna kwam hij een half jaar uit voor Hirbernian. In oktober 2019 sloot hij aan bij Solihull Moors. In augustus 2020 ging hij naar het Noord-Ierse Glentoran.

## Erelijst
Als speler
 Coventry City
- EFL Trophy: 2016/17

Individueel
- Championship Apprentice of the Year Award: 2011/12